# Блотниця (Стшелінський повіт)
Блотниця (пол. Błotnica) — село в Польщі, у гміні Кондратовиці Стшелінського повіту Нижньосілезького воєводства.
Населення — 63 особи (2011).
У 1975-1998 роках село належало до Вроцлавського воєводства.

## Демографія
Демографічна структура станом на 31 березня 2011 року:
|          | Загалом | Допрацездатний вік | Працездатний вік | Постпрацездатний вік |
| -------- | ------- | ------------------ | ---------------- | -------------------- |
| Чоловіки | 31      | 1                  | 24               | 6                    |
| Жінки    | 32      | 4                  | 16               | 12                   |
| Разом    | 63      | 5                  | 40               | 18                   |